# Moros y Cristianos de Caudete
Las fiestas de Moros y Cristianos de Caudete (Castilla-La Mancha, España), declaradas de Interés Turístico Regional el 28 de julio de 1987, cuentan con una antigüedad de más de 400 años. Celebradas entre el 5 y el 10 de septiembre, su primera referencia documental es de 1588.
Cada septiembre, estas Fiestas revolucionan la escena social caudetana y atraen a miles de curiosos alentados por su fama y antigüedad. Las Fiestas se celebran en honor a Nuestra Señora de Gracia, patrona de la localidad.
Actualmente existen cinco comparsas: Guerreros, Mirenos, Tarik, Moros y La Antigua, siendo las más antiguas La Antigua, Guerreros y Moros. Estas comparsas adoptan en su origen estructura militar, con cargos que conservan hasta la actualidad: capitán, sargento, abanderado o portaestandarte y cabo de escuadra.

## Historia

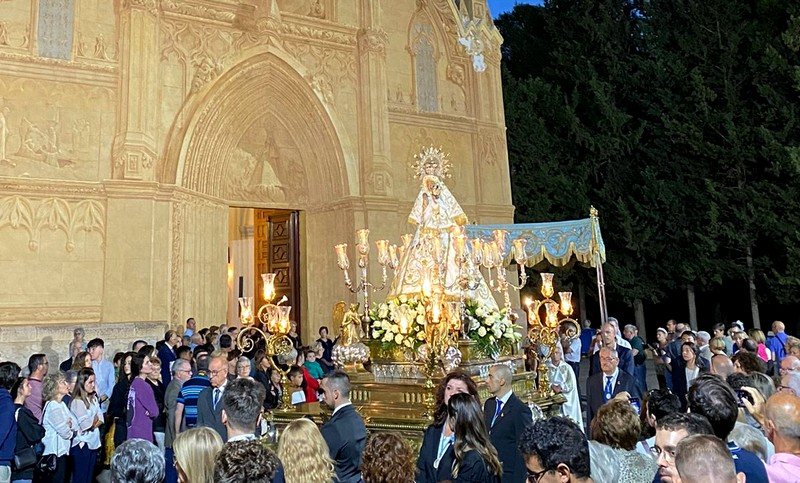
Subida de la Virgen de Gracia la mañana del 7 de septiembre

El origen de las fiestas patronales de Caudete está en la segunda mitad del siglo XV, cuando empiezan a realizarse traslados procesionales de forma regular de la imagen de Ntra. Sra. de Gracia desde su ermita hasta la parroquia de la población. 
A estos traslados años después se le añadieron las representaciones de la leyenda piadosa de la imagen mariana. El origen de estas representaciones está en la Comedia Poética o Autos de Nuestra Señora de Gracia, obra escrita por el doctor Juan Bautista de Almazán en 1588 y que ya se representaba en 1617 dentro de la iglesia de Santa Catalina, tal vez dirigida por su autor, que se encontraba entonces en su edad madura y era Mayordomo de la Virgen. Constaba esta Comedia de dos partes: en la primera se narraba el enterramiento de la venerada imagen a raíz de la invasión musulmana; la segunda parte trataba de su descubrimiento, que, por el testimonio de don Gonzalo Polanco, sabemos que fue en 1414.Para su representación una comisión viajaba anualmente desde Caudete hasta Elche para solicitar el préstamo de elementos de la tramoya del Misterio de Elche.

Tras un periodo celebrándose en torno al 25 de marzo (la Anunciación) y el 5 de agosto (Santa María la Mayor), a partir de 1626 las celebraciones empiezan a hacerse del 7 al 9 de septiembre, en torno a la Natividad de la Virgen María. A estos tres días de fiesta se añadieron, tras la Guerra Civil, los días 6 y 10. En la actualidad las Fiestas tienen lugar del 6 al 10 de septiembre.

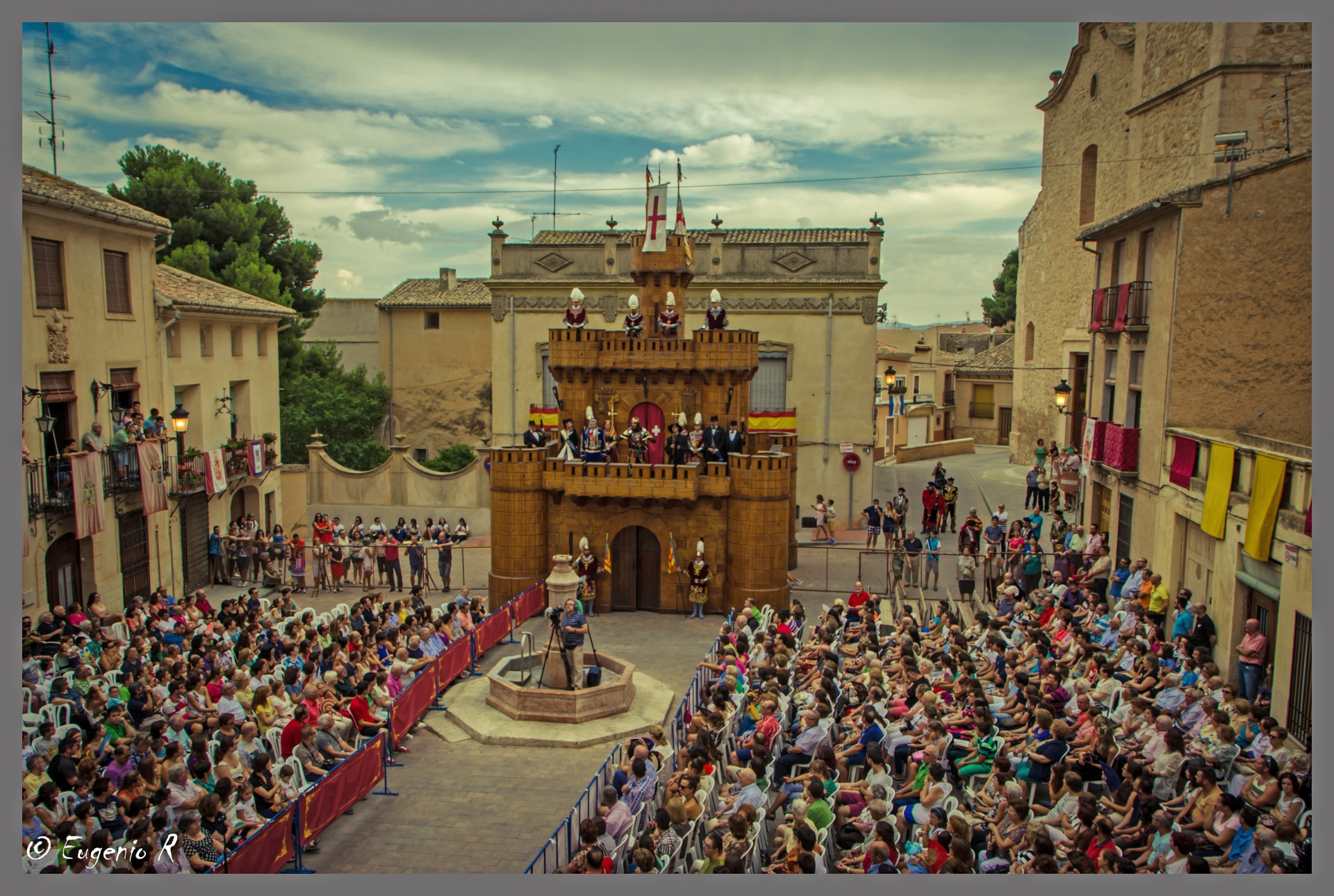
Episodios Caudetanos

Después del Concilio de Trento, las representaciones dejaron de hacerse en el interior del templo y pasaron a realizarse en la plaza enfrente del mismo, tal y como se sigue haciendo a día de hoy.
A lo largo de los siglos XVII y XVIII se incorporó a la Fiesta otro de sus elementos fundamentales, la pólvora. Desde este momento, el incesante disparo de salvas de arcabucería se convirtió en el elemento más característico de la celebración, a la forma que en la vecina localidad de Yecla. En este punto también aparece la primera de las comparsas, La Antigua. 
A lo largo del siglo XIX se hacen algunas reformas de los textos de la Comedia Poética, apareciendo en primer lugar El lucero de Caudete y más tarde el actual texto de los Episodios Caudetanos. Estas adaptaciones ampliaron la historia dramática dando mayor protagonismo a las luchas entre moros y cristianos. En este contexto, aparecen las dos siguientes comparsas, los Guerreros y los Moros.  
En 1907 se celebra la coronación canónica de la imagen de la Virgen de Gracia, apareciendo en este año también una cuarta comparsa, los Mirenos, como una escisión de la comparsa de Guerreros.
En los años 60 y 70 del siglo XX se produce la última gran revolución en la Fiesta, incluyéndose en el programa de actos los grandes desfiles de las comparsas siguiendo el modelo alcoyano. Estos desfiles, en la actualidad, ponen en la calle a más de 2.000 participantes en cada uno de ellos y son los actos que más público congregan. En este periodo otros actos también pasaron a formar parte de la Fiesta, tales como la Ofrenda de Flores a la patrona o los espectáculos pirotécnicos.  

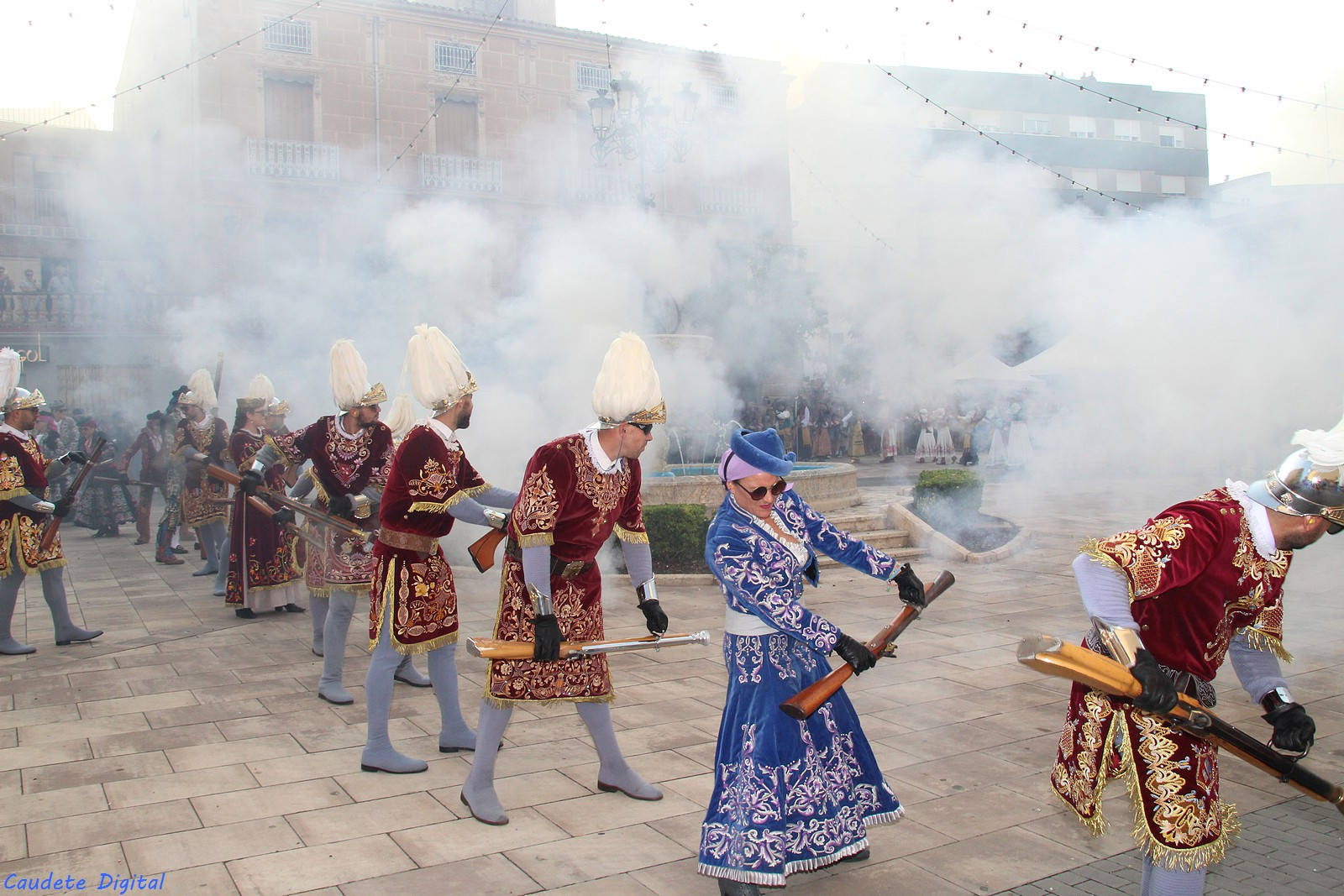
Disparo de salvas de arcabucería

En 1977, en este último periodo de expansión, apareció la última de las comparsas, los Tarik, como escisión de la comparsa de Moros. Se creó también la Asociación de Comparsas como ente encargado de organizar las Fiestas en coordinación con la Mayordomía de la Virgen de Gracia.
En la actualidad, las Fiestas de Caudete son una de las fiestas de Moros y Cristianos que se celebran de forma ininterrumpida con mayor antigüedad en España, y suponen el evento de mayor relevancia celebrado en la localidad, contando con la declaración de Interés Turístico Regional y teniendo los Episodios Caudetanos como primer Bien de Interés Cultural Inmaterial de Castilla-La Mancha. Se estima que cada año la localidad prácticamente duplica su población durante los días de celebración.

## Comparsas
Las fiestas de Moros y Cristianos de Caudete están compuestas por cinco comparsas:
- Guerreros: Su origen se fija en 1880, aunque se desconoce el año fundacional de la comparsa.[4] Es una de las comparsas más antiguas de las fiestas de Moros y Cristianos de Caudete. Pertenece al bando cristiano y representa a las tropas de Jaime I durante la reconquista. La comparsa tiene dos trajes oficiales. Uno de ellos consta de una pieza de terciopelo granate con bordados, un casco con plumas naturales siendo una de las piezas más llamativas de su indumentaria. El segundo traje oficial es de terciopelo verde y casco con plumas blancas, verdes y rojas. La comparsa también tiene escuadras especiales que están basadas en tribus bárbaras. Su arma oficial es el arcabuz. Participan con la banda de música de Manuel.[5]

- Mirenos: Fundada en 1907. La comparsa, perteneciente al bando cristiano, está basada en un personaje de los Episodios Caudetanos, Mireno, un bandolero que se ofrece para defender a Caudete de las tropas moras. Su fundación viene a raíz de una escisión de la Comparsa de Guerreros, también del bando cristiano, y el traje que llevan es el típico de bandolero parecido a los que se usan en otras poblaciones para comparsas de Contrabandistas. Se compone de terciopelo adornado de bordados y la indumentaria es completada por cananas, polainas, calañés y gorro. El arma característica utilizada es el trabuco andaluz. La banda de música con la que desfilan es la de Montesa.[6][7]

- Tarik: Fundada en 1977. Perteneciente al bando moro, esta comparsa es una escisión de la comparsa de Moros y la convierte en la comparsa más joven de las fiestas. El nombre proviene del caudillo Tarik, moro que venció en la batalla del río Guadalete. El traje oficial utilizado en la comparsa está compuesto por bombachos negros con fajín de color oro, un chaleco de terciopelo adornado con bordados y elementos brillantes, camisa blanca y un turbante de color negro. Utilizan una espingarda como arma oficial. Desfilan con la banda de Hondón de las Nieves.[8]

- Moros: Fundada alrededor de 1880 siendo una de las comparsas más antiguas y la comparsa más antigua del bando moro de las fiestas de Moros y Cristianos de Caudete. La primera documentación oficial registrada pertenece al 15 de agosto de 1919, fecha de la inscripción como comparsa, aunque existía con anterioridad.[9] El traje oficial está compuesto de falda bordada, chaleco y fez o turbante. El chaleco y la falda son de color blanco. Utilizan como arma la espingarda. Desfilan con la banda de música de Anna.[10]

- La Antigua: El primer documento de la comparsa La Antigua es del 9 de octubre de 1887, aunque se sabe que existió con anterioridad ya que en 1880 existe una referencia sobre su Bandera. Igual que la de Guerreros y Moros es una de las comparsas más antiguas de las fiestas de Moros y Cristianos de Caudete. La comparsa representa a la Nobleza Caudetana o al pueblo de Caudete trabajador que echó a los moros de la villa. La comparsa proviene de la antigua fiesta de la soldadesca, razón por la cual no llevan vestimenta ni mora ni cristiana, si no indumentaria anacrónica. El traje oficial se compone de chaqué negro, medias y gorro de almirante, traje típico de la nobleza. El arma utilizada es un arcabuz. La comparsa tiene algunos privilegios dentro de la fiesta, como custodiar la Virgen de Gracia en procesiones. La banda que acompaña para desfilar esta comparsa es la de Navarrés.[11][12]

### Cargos festeros
- Capitán: festero que hace la fiesta durante ese año (ostenta la capitanía), y por lo tanto es el que dirige a la comparsa (las tropas moras o cristianas ) en sus cinco días de fiesta. El capitán, siempre ha de ir acompañado por los socios de la comparsa a todos los actos. Este acompañamiento se realiza mediante disparos de arcabucería o en pasacalles hasta el lugar donde inicia el acto o capitanía si ya finalizó el acto.

- Abanderado: siempre ha sido la persona encargada de llevar el estandarte o bandera del Rey. En el caso de las fiestas de Caudete, sería la persona que se ocupa de llevar la bandera o estandarte de la comparsa y normalmente ostenta junto al capitán y Volante la capitanía de ese año. Ser abanderado es un gran privilegio, ya que el ruedo de banderas en Caudete tiene gran importancia. Durante los cinco días de fiesta se realizan numerosos ruedos y varios de ellos de especial importancia cuando son realizados frente a la Virgen de Gracia (patrona de Caudete. Se trata de un ruedo de banderas muy complicado, en la que se efectúan 180 vueltas de diferentes formas y posturas. Este ruedo es único en las fiestas de Moros y Cristianos que se realizan en toda España.Sin embargo en la comparsa de los mirenos no existe dicho, sino el portaestandarte que es el encargado de llevar el portaestandarte durante todas las fiestas.

- Volante: es muy característico en las Fiestas, ya que en muy pocas poblaciones existe esta figura o si existe no realiza las mismas funciones. Normalmente este cargo es ostentado por niños y niñas, símbolo de pureza de la Virgen. Tiene como función principal la de proteger a la Virgen de Gracia de los disparos de su comparsa, es una figura interpuesta entre Virgen y Comparsa. El volante desfila siempre junto al Sargento, abriendo la comparsa y seguidamente tras él, va el capitán. Por lo que siempre se le ha otorgado también la función de acompañar al capitán. También es el primer elemento de la comparsa que saluda a la Virgen de Gracia.

- Dama: goza de importancia su cargo ya que son las representantes de la comparsa o de Caudete en el caso de la Reina de Fiestas. Cada comparsa tiene una dama, que es propuesta por la capitanía entrante o elegida por la comparsa en el caso de que la capitanía no la aporte. También hay otra dama por parte del Ayuntamiento que también opta al reinado. La reina es la representante de la mujer caudetana y ella junto al resto de damas acuden siempre a los actos oficiales en representación de su comparsa.

## Episodios Caudetanos
Son el elemento patrimonial más importante de las Fiestas de Caudete. Tienen su origen en 1588 y en 2017 fueron declarados Bien de Interés Cultural Inmaterial por la Consejería de Cultura de Castilla-La Mancha. En la actualidad se representa en un castillo de madera ubicado en la plaza principal de Caudete. Inicialmente se representaba dentro del templo, pero en 1791 se empieza a representar fuera del templo en un escenario montado para tal fin. Su representación se divide en tres jornadas:
- Primer día, la invasión: Se representa la invasión musulmana en la población de Caudete. La acción transcurre en el año 714.
- Segundo día, la reconquista: Se representa la reconquista por parte de los cristianos en la población de Caudete. La acción transcurre en el año 1244.
- Tercer día, la aparición: Se representa la expulsión de los moros y la aparición de la Virgen. Esta jornada se divide en dos, la primera parte transcurre en 1264 y la segunda parte en 1414. Al terminar esta última representación tiene lugar el voto tradicional, esto es, el juramento formal de celebrar las Fiestas en honor a la Virgen al año siguiente.

## Organizadores
Las fiestas de Moros y Cristianos de Caudete son organizadas por dos grupos o asociaciones. La parte lúdica está organizada por la Asociación de Comparsas "Ntra. Sra. de Gracia". Se encargan de los festejos propios de los moros y cristianos, así como de la representación de los Episodios Caudetanos. La parte religiosa está organizada por la Mayordomía y Cofradía "Ntra. Sra. de Gracia", quien se encarga de las misas, procesiones y todos los cultos religiosos así como preservar el culto a la Virgen de Gracia en la población. También se encargan de mantener el Santuario de la Virgen de Gracia y la Sala de Mantos, un museo dedicado a la advocación de la Virgen de Gracia con diferentes obras de arte.

## Desarrollo de la fiesta

### Día 5: El Pregón
- 22:00 horas, Pasacalles de las autoridades locales y festeras, parten en comitiva hacia las capitanías de cada comparsa, quienes recibirán su felicitación. Concluye en la Plaza de la Iglesia donde se realizará la lectura del Pregón de Fiestas anunciando el comienzo de las Fiestas.

- 00:30 horas, Retreta en la que las comparsas bailan sus respectivos faroles al son de la música.

### Día 6: La Entrada
- 8:00 horas, Diana con la que Caudete despierta su primer día de fiesta con la comparsa de Tarik.

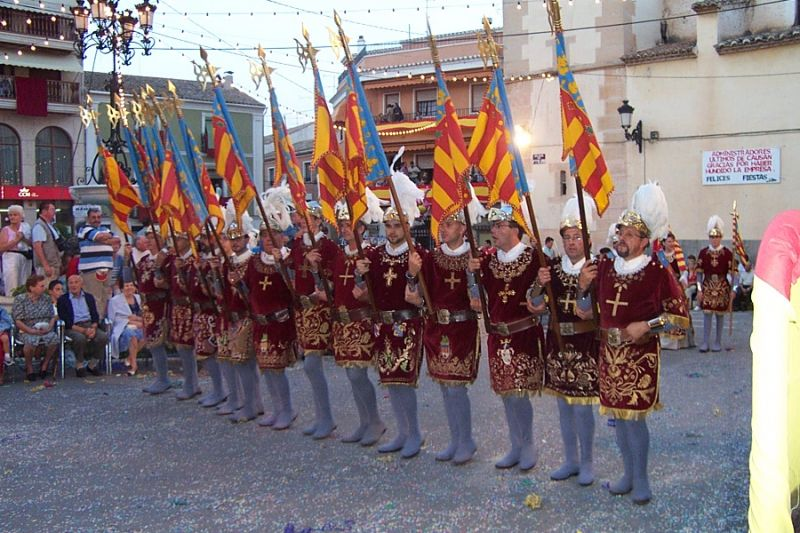
Desfile de La Entrada

- 11:30 horas, Paseo de Volantes desde el Ayuntamiento, se inicia este emotivo acto por las calles de Caudete, donde el volante es el protagonista de la primera mañana de fiestas.

- 13:00 horas, Tras la izada de banderas en el balcón de la Sala de la Villa a los acordes del Himno Nacional, así como el Himno de las Colonias Caudetanas, se dispara una grandiosa mascletá desde el paseo Luis Golf seguido de un volteo de campanas.

- 18:30, Gran Entrada de Moros y Cristianos con el recorrido desde el Santo Cristo hasta el Ayuntamiento. Se representan las cinco comparsas por el siguiente orden: Guerreros, Mirenos, Tarik, Moros y La Antigua. Es el acto más multitudinario de las fiestas.

### Día 7: La Traída
- 6:45 horas, Diana a cargo de la Comparsa de La Antigua.

- 7:00 horas, Procesión de Traslado de la patrona de Caudete, San Blas y San Roque, desde el Santuario de la Virgen de Gracia a Santa Catalina. En el paraje de La Cruz antes de la llegada de la Virgen de Gracia, se celebra una gran batalla entre el bando Cristiano y Moro, Caudete resiste el primer ataque Moro. A Continuación se celebra el Ruedo de Bandera a los pies de la Virgen y el Ruedo de los Volantes. Tras finalizar las salvas a la patrona se cantan los Villancicos y posteriormente se celebra una eucaristía en la Iglesia de Santa Catalina.

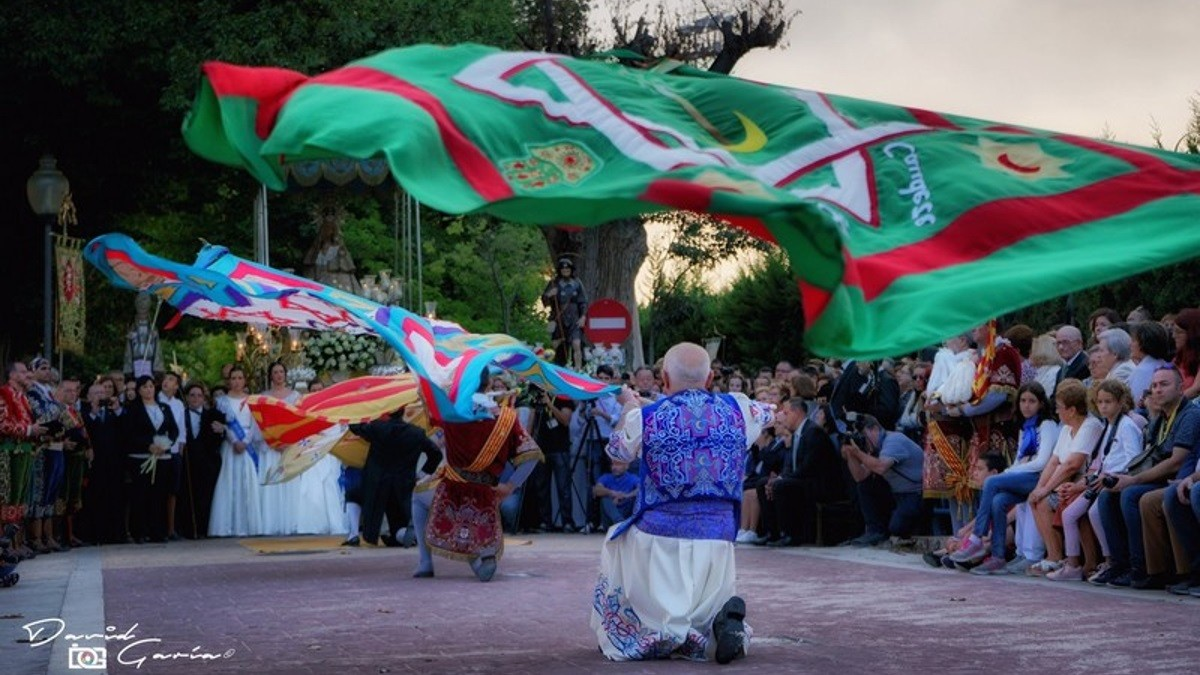
Ruedo de banderas

- 18:00 horas, Guerrillas desde la Plaza de Toros desde la plaza de toros hasta la plaza del Carmen. Las tropas moras consiguen la victoria y ocupación de Caudete en esta segunda batalla.

- 19:00 horas, primer acto de los Episodios Caudetanos en el que Caudete es invadido por Tarik y Mireno el Bandolero es convertido.

- 22:00 horas, Ofrenda de Flores a la Virgen de Gracia desde las Puertas de Valencia hasta Santa Catalina.

- 1:00 hora, Tradicional Palmera y Alborada que anuncia el comienzo del Día de la Virgen de Gracia.

### Día 8: Día de la Virgen
- 7:30 horas, Diana a cargo de la Comparsa de Moros.

- 10:00 horas, Solemne Celebración de la Eucaristía. Al finalizar se vuelven a hacer el Ruedo de Banderas y se acompañan a los capitanes hasta sus domicilios con arcabucería.

- 17:00 horas, Guerrillas que simbolizan otra de las muchas guerras entre los dos bandos. En este, Caudete vuelve a ser cristiano. Se inician desde las Puertas de Valencia.

- 18:00 horas, segundo acto de los Episodios Caudetanos donde Caudete, es reconquistado por las tropas de don Jaime I de Aragón. Finalizados los Episodios Caudetanos, Procesión General con la Imagen de la Santísima Virgen de Gracia. A la llegada a la Plaza del Carmen y Plaza de la Iglesia de nuevo Ruedo de Banderas acompañados con arcabucería.

### Día 9: La Enhorabuena
- 7:00 horas, Diana a cargo de la Comparsa de Guerreros.

- 9:45 horas, Llegada del Obispo de la Diócesis de Albacete y a las 10:00 horas, celebración de la Eucaristía. Al finalizar se repite el acto del Ruedo de Banderas y se acompañan a los capitanes igual que los días anteriores.

- 16:30 horas, La Enhorabuena donde las capitanías dan la enhorabuena a las capitanías del próximo año.

- 18:30 horas, tercera jornada de los Episodios Caudetanos siendo el último acto, que simboliza la expulsión definitiva de los Moros, y el Hallazgo de la Virgen de Gracia.

- 21:00 horas, Desfile de la Enhorabuena con inicio en la calle La Zafra. Orden de comparsas: Tarik, Moros, Guerreros, Mirenos, La Antigua. Puede considerarse como el primer acto de las Fiestas del año siguiente. Este acto es similar al de la Entrada, con la diferencia de que aquí es el bando moro el que desfila primero, ya que representa la salida del pueblo tras haber perdido la guerra empujado por el bando cristiano. Al finalizar el acto se dispara un castillo de fuegos artificiales.

### Día 10: El Traslado
- 7:30 horas, Diana a cargo de la comparsa de Mirenos.

- 10:00 horas, Celebración de la Eucaristía. Terminada la celebración de nuevo Ruedo de Banderas en el Ayuntamiento y acompañamiento de los capitanes.

- 17:00 horas, Traslado de la Patrona a su Santuario. A su llegada a la plaza del Santuario y ante la Sagrada Imagen de la Virgen, las Comparsas efectuarán su último Ruedo de Banderas. Seguidamente, intercambio de bandas donde las capitanías salientes y entrantes intercambian sus mandatos. Finaliza el acto acompañando con arcabucería a los nuevos capitanes hasta su domicilio.

- 1:00 horas, como fin de fiestas se dispara una Gran Traca que realiza el recorrido de la procesión.